# Cho Min-sun
Cho Min-sun (n. 21 martie 1972) este o sportivă ce a reprezentat Coreea de Sud, medaliată olimpică. A participat la 2 ediții ale Jocurilor Olimpice (1996, 2000) în care a câștigat o medalie de bronz.